# Lista de antigos estádios de futebol da cidade de São Paulo

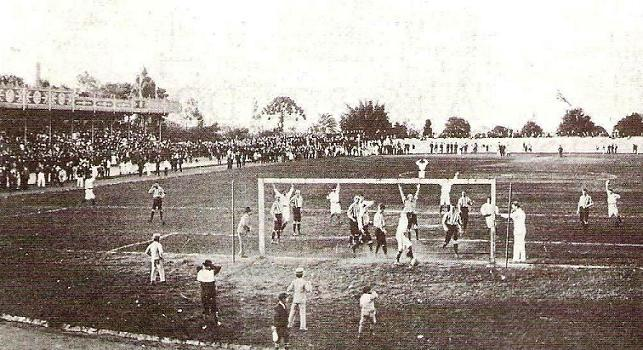
Antigo estádio do CA Paulistano

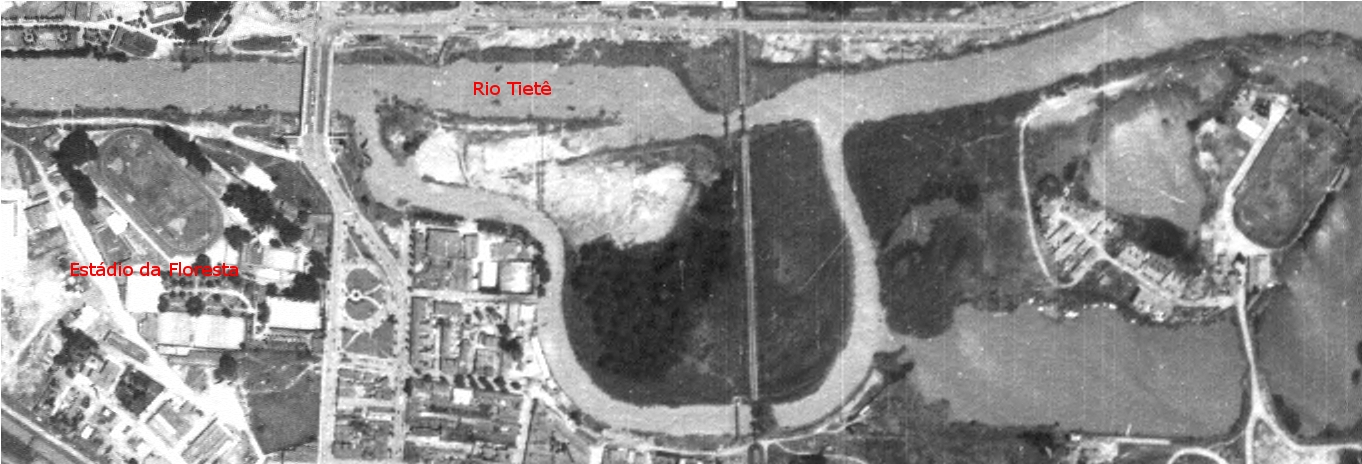
Antigo estádio do São Paulo FC (da Floresta) em fotografia aérea de 1940

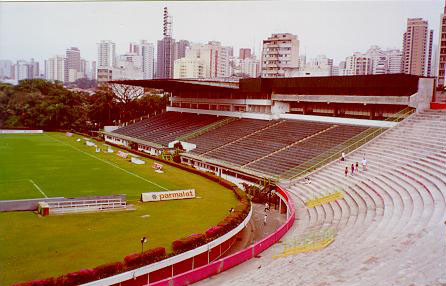
Parque Antarctica antes de se transformar no estádio Allianz Parque

Este anexo lista os antigos estádios de futebol da cidade de São Paulo que foram demolidos, reformados ou são inutilizados.

## Lista de antigos estádios de futebol da cidade de São Paulo
- Avenida Angélica (AA das Palmeiras)
- Chácara Dulley (onde ocorreram os primeiros treinos de futebol no Brasil)[1]
- Chácara Lane (Rua da Consolação)
- Chácara Witte
- Estádio da Floresta (Chácara da Floresta)
- Estádio Alberto Savoy (Lauzanne)
- Estádio Aníbal de Freitas
- Estádio Antônio Alonso (CA Juventus)
- Estádio Jardim América (Jardim América)
- Estádio José Ermírio de Moraes (Nitro-Química)
- Estádio Palestra Itália (Parque Antarctica)
- Estádio da Ponte Grande (Bom Retiro)
- Estádio Professor Nami Jafet (Rua Sorocabanos)
- Estádio da Rua Cesário Ramalho (Rua Cesário Ramalho)
- Várzea do Carmo
- Várzea do Gasômetro
- Velódromo de São Paulo (Velódromo)